# Nyköpings tingsrätt
Nyköpings tingsrätt är en tingsrätt i Sverige med Nyköping som kansliort. Domkretsen omfattar kommunerna Gnesta, Nyköping, Oxelösund, Trosa, Katrineholm, Flen och Vingåker. Tingsrätten med dess domkrets ingår i domkretsen för Svea hovrätt.

## Administrativ historik
Vid tingsrättsreformen 1971 bildades denna tingsrätt i Nyköping av häradsrätten för Nyköpings domsagas tingslag och Nyköpings rådhusrätt som uppgått i Nyköpings domsagas tingslag 1969. Domkretsen bildades av staden och tingslaget. 1971 omfattade domsagan Daga, Gnesta, Nyköpings, Oxelösunds, Vagnhärads och Trosa kommuner.
När tingsrätten var nybildad var verksamheten förlagd till tre olika lokaler. Förhandlingarna försiggick i både det gamla tingshuset och i rådhuset, inskrivningsmyndigheten och arkivet låg i ett annex till det gamla tingshuset. 1984 stod nuvarande tingshus färdigt, beläget på Folkungavägen i centrala Nyköping. Det tillbyggdes 2009–2010.
Den 27 april 2009 upplöstes Katrineholms tingsrätt och domsaga och uppgick i Nyköpings tingsrätt, vars domsaga då utökades med Katrineholms, Flens och Vingåkers kommuner. Fram till den 1 maj 2010 fortsatte Katrineholm att vara en kansliort och tingsplats.

## Lagmän
- 1971-1973: Carl Sandblom
- 1973-1978: Karl-Erik Andersson
- 1978-1985: Sture Hägerroth
- 1985-1990: Bengt Eliasson
- 1990-1998: Karl Fogelkvist
- 1998-2004: Magnus Widebeck
- 2005-2012: Magnus Widebeck
- 2022-: Elisabet Wass Löfstedt

## Galleri

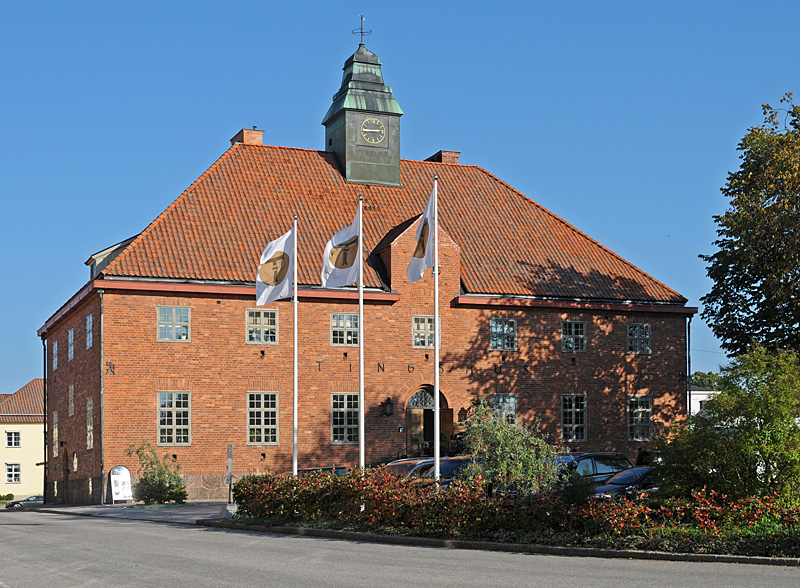
Gamla tingshuset i Nyköping ritat av Carl Westman.